# Дежарден, Эндрю
Эндрю Дежарден (англ. Andrew Desjardins; род. 27 июля 1986 года, в Лайвли, Онтарио, Канада) — канадский профессиональный хоккеист, выступающий за команду «Адлер Мангейм». Обладатель Кубка Стэнли 2015.

## Игровая карьера
Дежарден был выбран в 15-м раунде под общим 295-м номером на драфте ОХЛ 2002 года командой «Су-Сент-Мари Грейхаундз». Эндрю отыграл четыре сезона (2003—2007 гг.) за клуб Хоккейной лиги Онтарио. В сезоне 2007—2008 он перешёл в клуб ЦХЛ «Ларедо Бакс». Следующий сезон Джеарден начал в ECHL, проведя за «Финикс РоадРаннерс» лишь пять матчей. Затем он играл в АХЛ за «Вустер Шаркс». В сезоне 2009—2010 Эндрю сыграл полный сезон в «Вустере».
26 июня 2010 года будучи свободным агентом Дежарден подписал контракт с «Сан-Хосе Шаркс». Он выбрал игровой номер 69, став таким образом вторым игроком в истории НХЛ, игравшим под этим номером регулярном сезоне и плей-офф. 4 марта 2015 года был обменян в «Чикаго Блэкхокс» на Бена Смита и условное право выбора в седьмом раунде драфта-2017. В составе «Ястребов» в первый же год выиграл Кубок Стэнли. По окончании сезона продлил контракт на 2 года на $ 1,6 млн.

## Статистика
| Легенда | Легенда                    | Легенда | Легенда                   | Легенда | Легенда    |
| ------- | -------------------------- | ------- | ------------------------- | ------- | ---------- |
| И       | Количество проведённых игр | Штр     | Штрафное время            | +/−     | Плюс-минус |
| Г       | Голы                       | П       | Голевые передачи          | О       | Очки       |
| -       | Статистика неизвестна      | —       | Статистика не учитывалась |         |            |